# Distrito de Sursee
El distrito de Sursee (en alemán Bezirk Sursee) es uno de los cinco distritos del cantón de Lucerna (Suiza). Tiene una superficie de 302,04 km². La capital del distrito es la ciudad histórica de Sursee.

## Geografía
Situado en plena meseta suiza, el distrito de Sursee limita al norte con los distritos de distrito de Zofingen (AG) y Kulm (AG), al sureste con el de Hochdorf, al sur con los de Lucerna y Entlebuch, y al oeste con el de Willisau.

## Comunas
| Distrito de Sursee | Distrito de Sursee     | Distrito de Sursee | Distrito de Sursee |
| Comunas            | Población (31.12.2014) | Superficie km²     |                    |
| ------------------ | ---------------------- | ------------------ | ------------------ |
| Beromünster        | 6234                   | 42,37              |                    |
| Büron              | 2287                   | 5,37               |                    |
| Buttisholz         | 3272                   | 16,71              |                    |
| Eich               | 1707                   | 9,22               |                    |
| Geuensee           | 2750                   | 6,47               |                    |
| Grosswangen        | 3104                   | 19,70              |                    |
| Hildisrieden       | 2055                   | 7,04               |                    |
| Knutwil            | 2126                   | 9,74               |                    |
| Mauensee           | 1271                   | 45,10              |                    |
| Neuenkirch         | 6484                   | 26,25              |                    |
| Nottwil            | 3476                   | 14,83              |                    |
| Oberkirch          | 4062                   | 10,95              |                    |
| Rickenbach         | 3110                   | 11,85              |                    |
| Ruswil             | 6812                   | 45,25              |                    |
| Schenkon           | 2731                   | 7,67               |                    |
| Schlierbach        | 792                    | 7,17               |                    |
| Sempach            | 4171                   | 11,68              |                    |
| Sursee             | 9390                   | 6,06               |                    |
| Triengen           | 4462                   | 22,08              |                    |
| Wolhusen           | 4294                   | 14,30              |                    |
| Total (20)         | 72 373                 | 302,04             |                    |

## Modificaciones

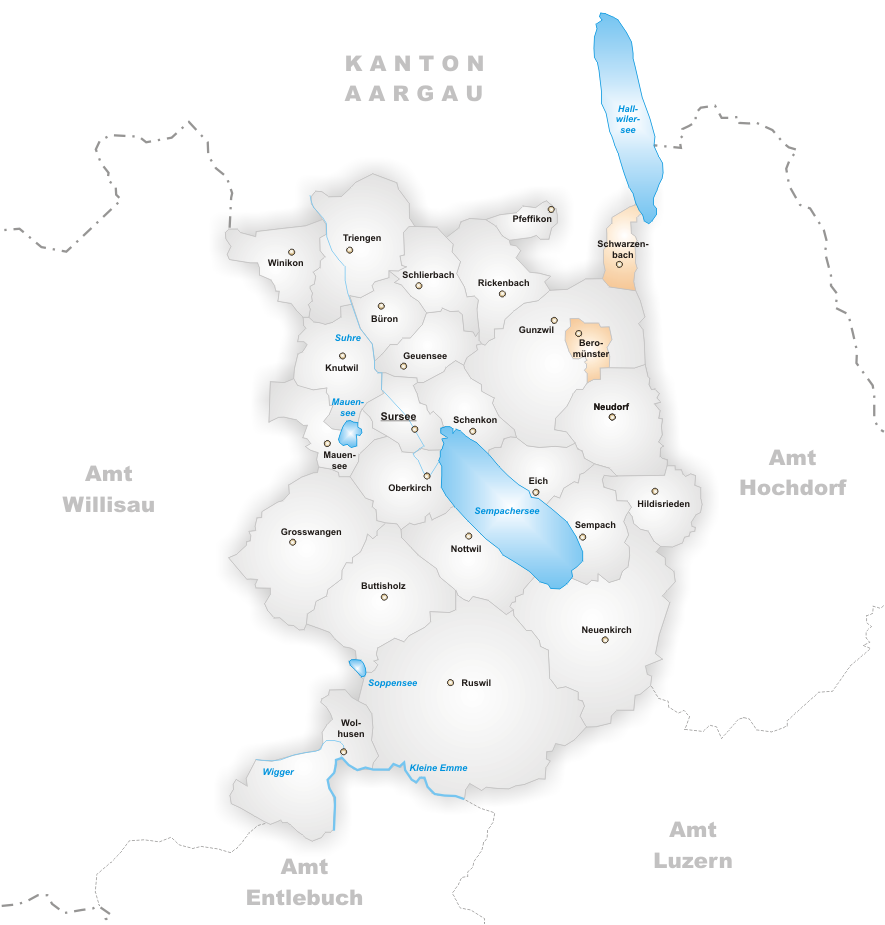
Comunas hasta 2003
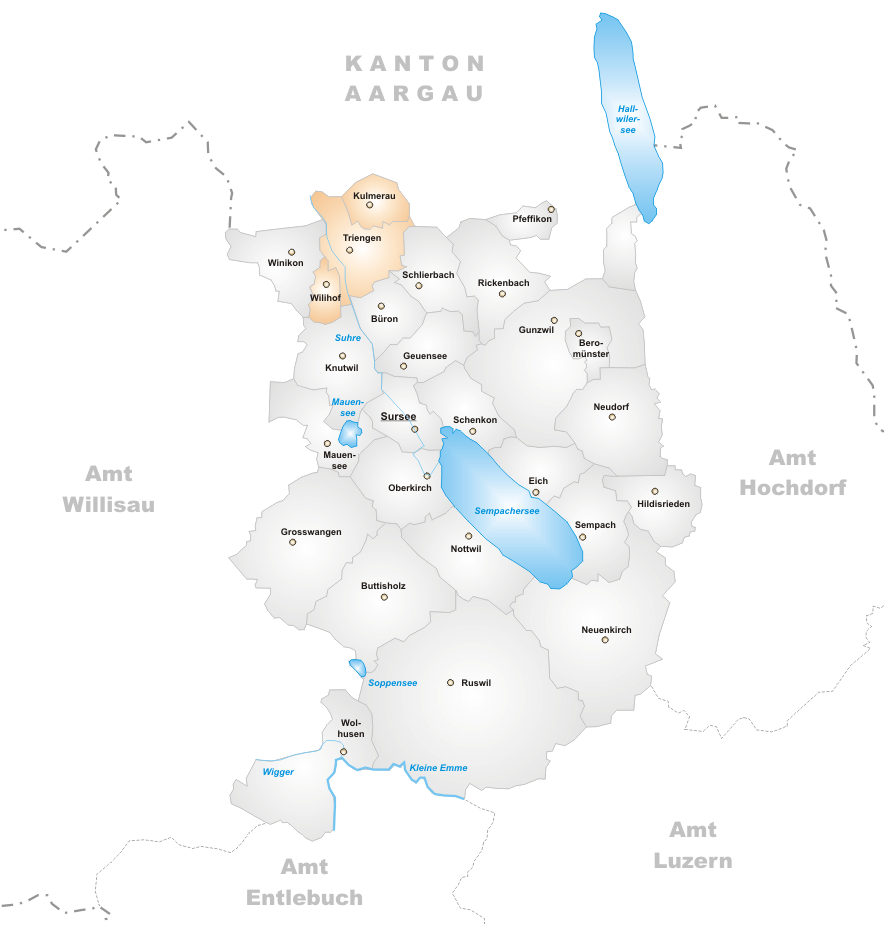
Comunas hasta 2004
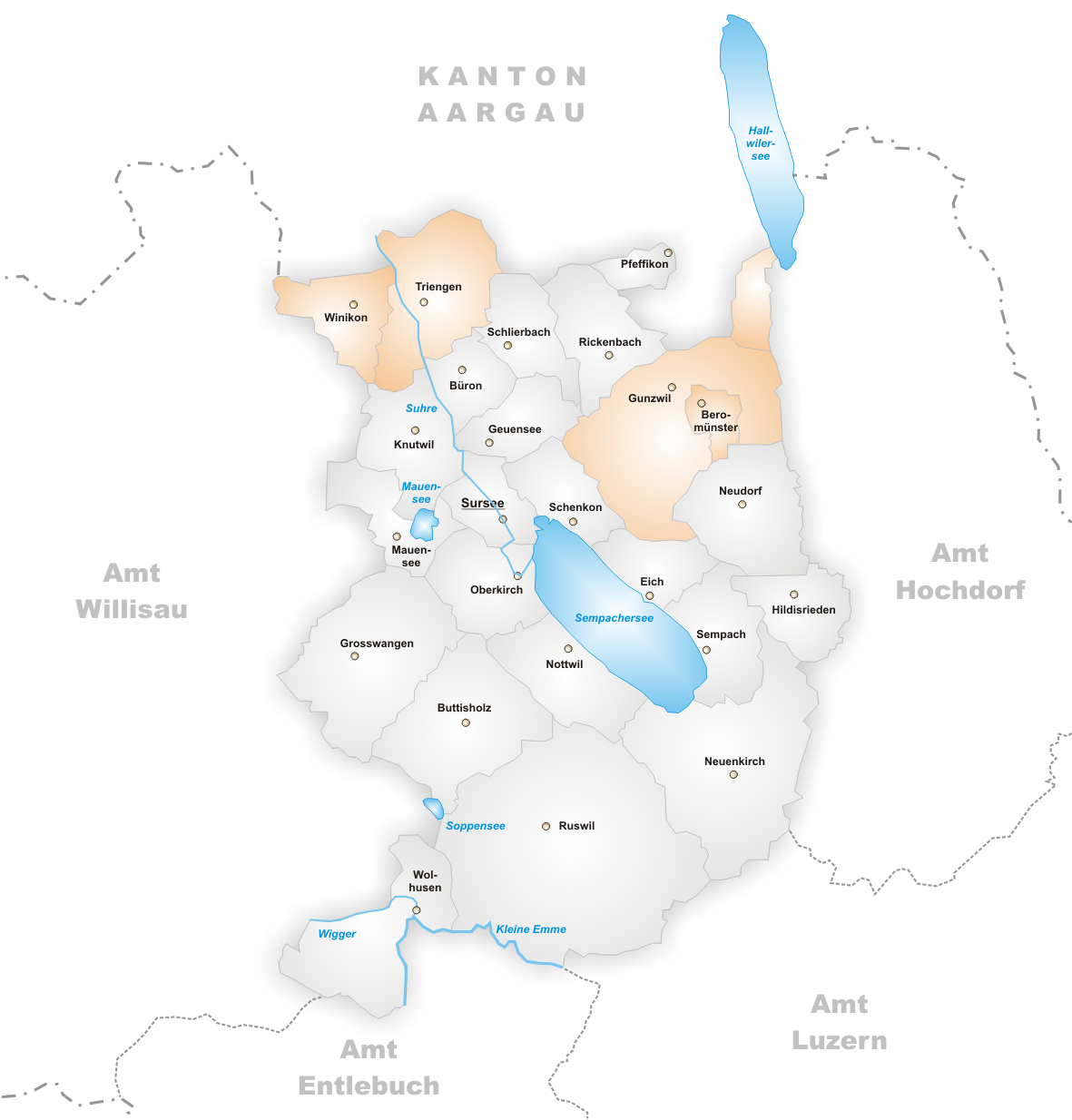
Comunas hasta 2008
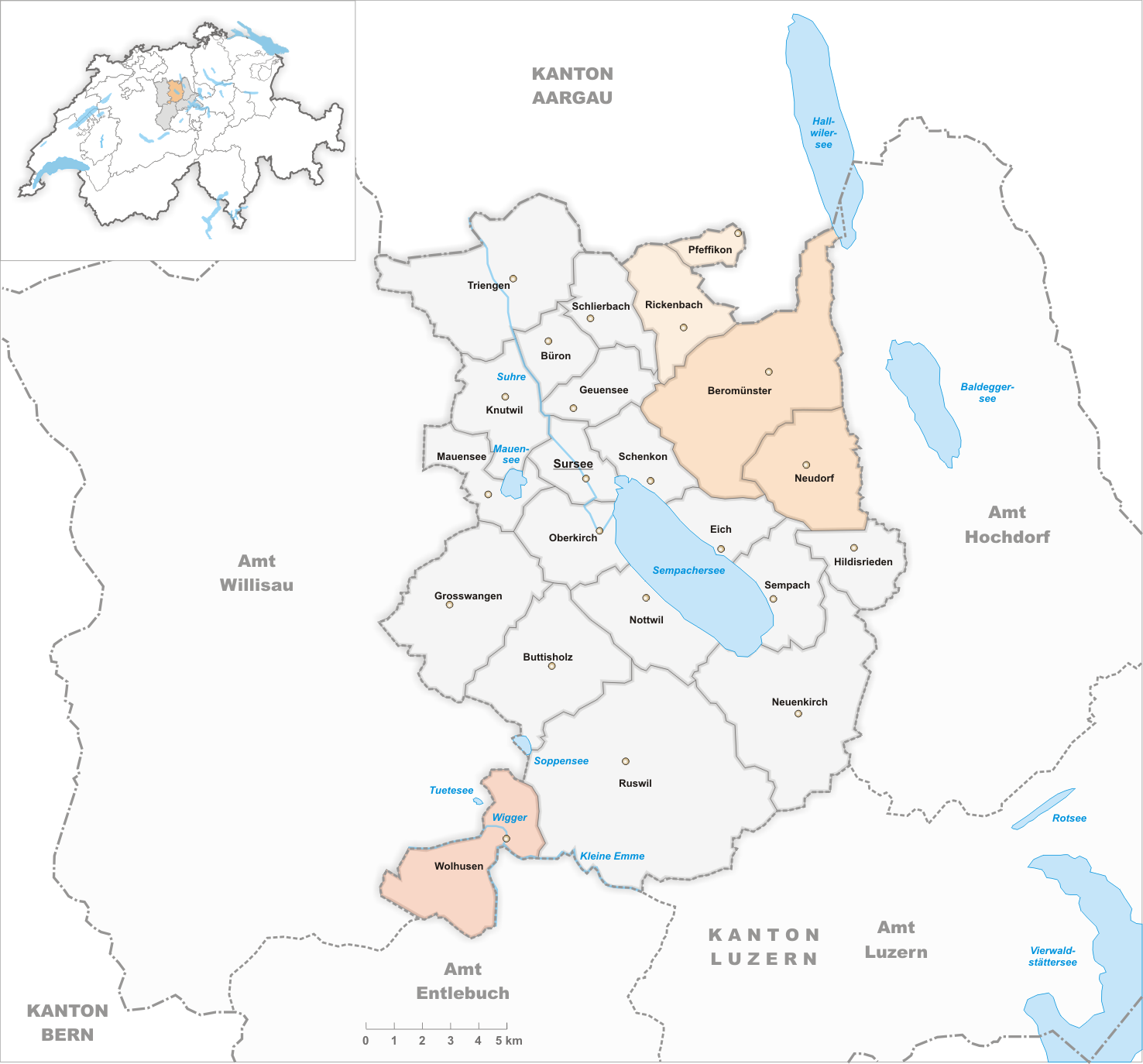
Comunas hasta 2012

### Fusiones
- 2004: Beromünster y Schwarzenbach → Beromünster
- 2005: Kulmerau, Triengen y Wilihof → Triengen
- 2009: Triengen y Winikon → Triengen
- 2009: Beromünster y Gunzwil → Beromünster
- 2013: Beromünster y Neudorf → Beromünster
- 2013: Pfeffikon y Rickenbach → Rickenbach